# Von der Pahlen (cráter)

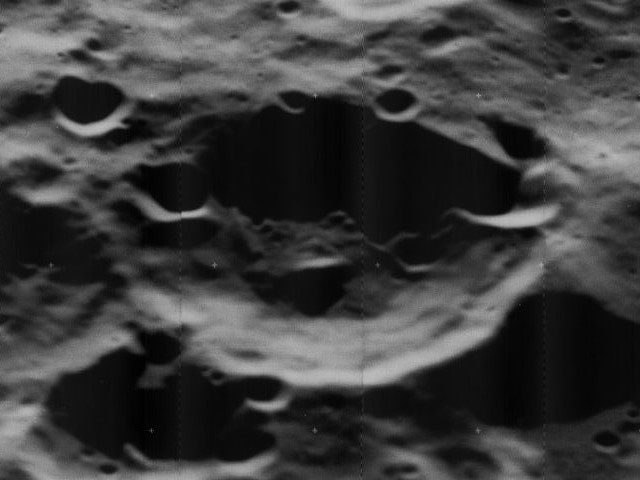
Imagen oblicua de la misión Lunar Orbiter 5

Von der Pahlen es un cráter de impacto erosionado que se encuentra en la cara oculta de la Luna. Se localiza a un diámetro al sursudoeste del cráter Strömgren. Más al sur se halla Chebyshev, más grande, y al oesudoeste aparece Das.
Este cráter ha sido muy desgastado por sucesivos impactos, dejando el borde y el interior desfigurados y llenos de cráteres. Posee un pequeño cráter unido al exterior del borde al sureste, y los restos de un cráter del mismo tamaño en el borde meridional. Otros cráteres pequeños se encuentran atravesando los límites del borde al noroeste, oeste y suroeste. El resto del brocal ha sido redondeado por la erosión generada por múltiples impactos. Un cratercillo ocupa prácticamente el punto medio del cráter.

## Cráteres satélite
Por convención estos elementos son identificados en los mapas lunares poniendo la letra en el lado del punto medio del cráter que está más cercano a Von der Pahlen.
|                | \| Von der Pahlen \| Coordenadas \| Diámetro \| \| -------------- \| -------------------------------- \| -------- \| \| E \| 24°30′S 128°48′O / -24.5, -128.8 \| 32 km \| \| H \| 27°06′S 127°30′O / -27.1, -127.5 \| 35 km \| \| V \| 23°48′S 135°36′O / -23.8, -135.6 \| 19 km \| |          |
| Von der Pahlen | Coordenadas | Diámetro |
| E              | 24°30′S 128°48′O / -24.5, -128.8 | 32 km    |
| H              | 27°06′S 127°30′O / -27.1, -127.5 | 35 km    |
| V              | 23°48′S 135°36′O / -23.8, -135.6 | 19 km    |